# Paris elfte arrondissement

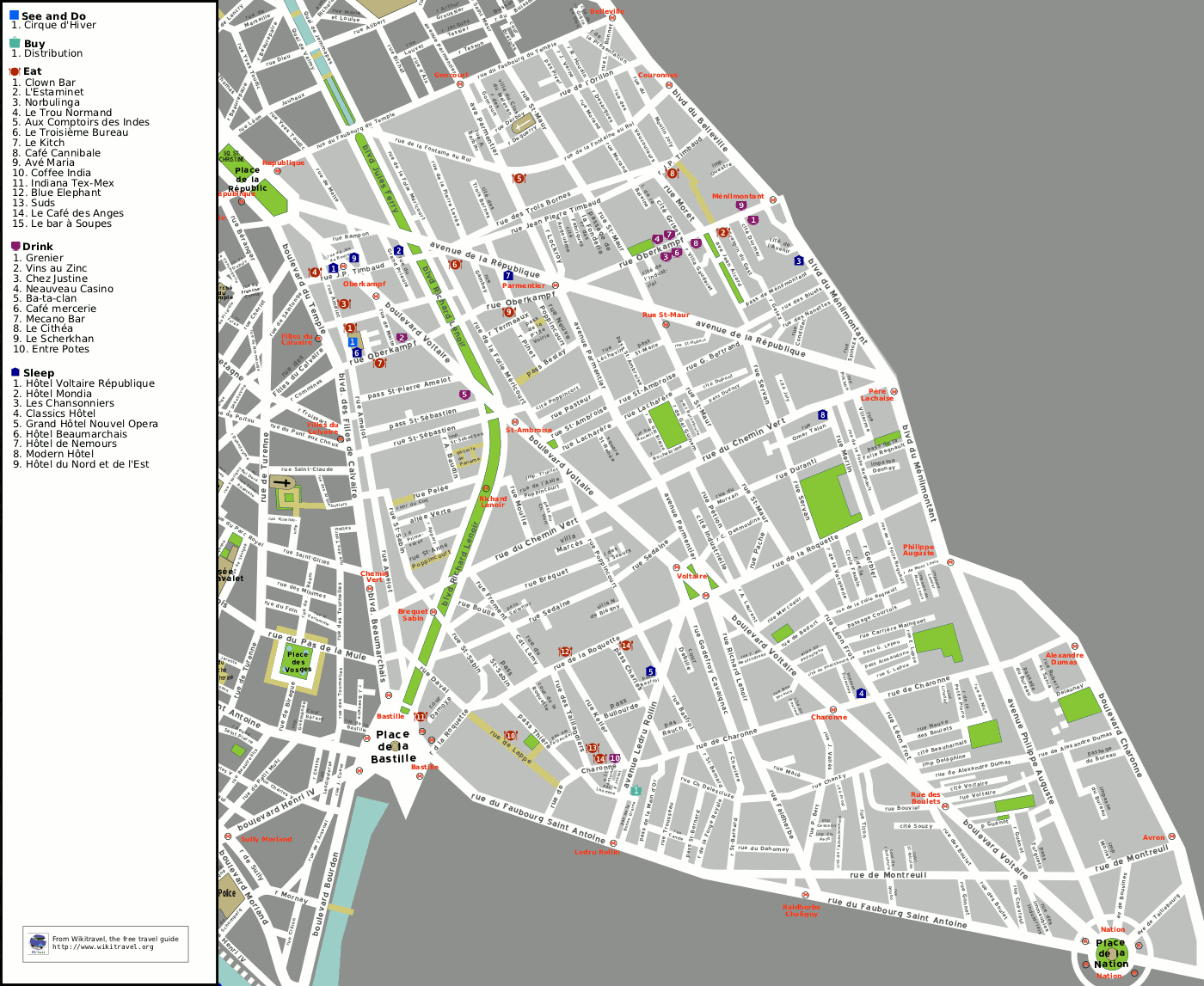
Karta över 11:e arrondissementet

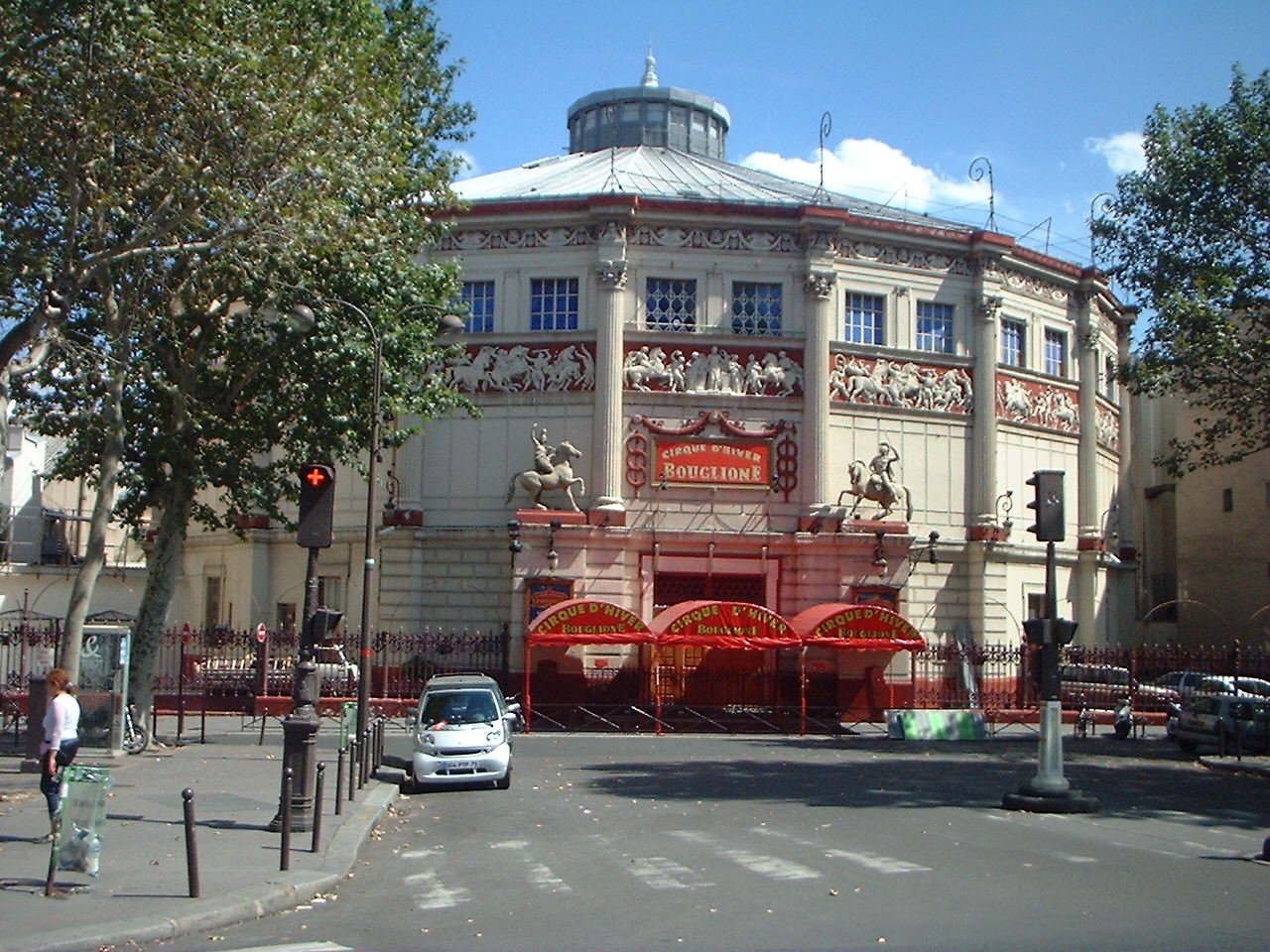
Cirque d'Hiver

11:e arrondissementet (Popincourt) är ett av de 20 arrondissementen i Paris. Invånarantalet 1999 var 149 102. Ytan är 3,67 km². Det ligger i östra delen av Paris centrum och är med 40 627 invånare per km² (1999) det tätast befolkade arrondissementet i staden. Det är även ett av de tätast befolkade stadsdistrikten i Europa. 1911 var invånarantalet 242 295 (arrondissementets högsta siffra någonsin) och befolkningstätheten var 66 092/km².

## Sevärdheter
- Place de la République
- Cirque d'Hiver
- Kyrkan Saint-Ambroise